# 土登尼玛 (1903年)
土登尼玛（藏語：ཐུབ་བསྟན་ཉི་མ，威利转写：thub bstan nyi ma，1903年—1980年），男，藏族，西藏日喀则人，中国藏传佛教人物，曾任西藏自治区政协副主席，札什伦布寺民主管理委员会代理主任。